# Ceroplesis ferrugator
Ceroplesis ferrugator es una especie de escarabajo longicornio del género Ceroplesis, subfamilia Lamiinae. Fue descrita científicamente por Fabricius en 1787.
Se distribuye por Lesoto, Mozambique, Namibia, Sudáfrica y Suazilandia. Mide 28-39 milímetros de longitud. El período de vuelo de esta especie ocurre en los meses de febrero y septiembre.

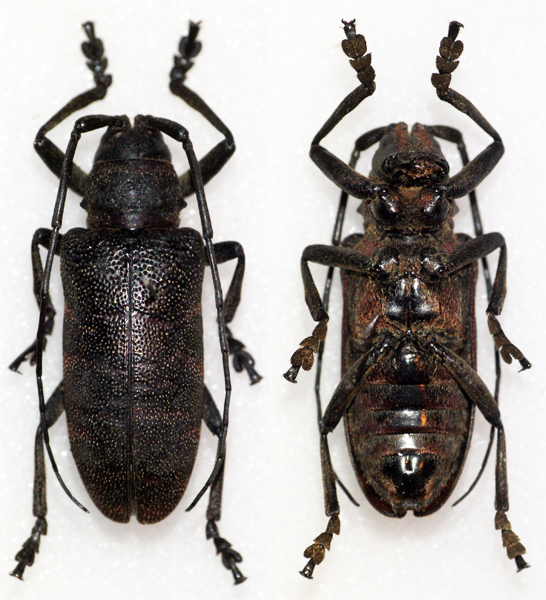
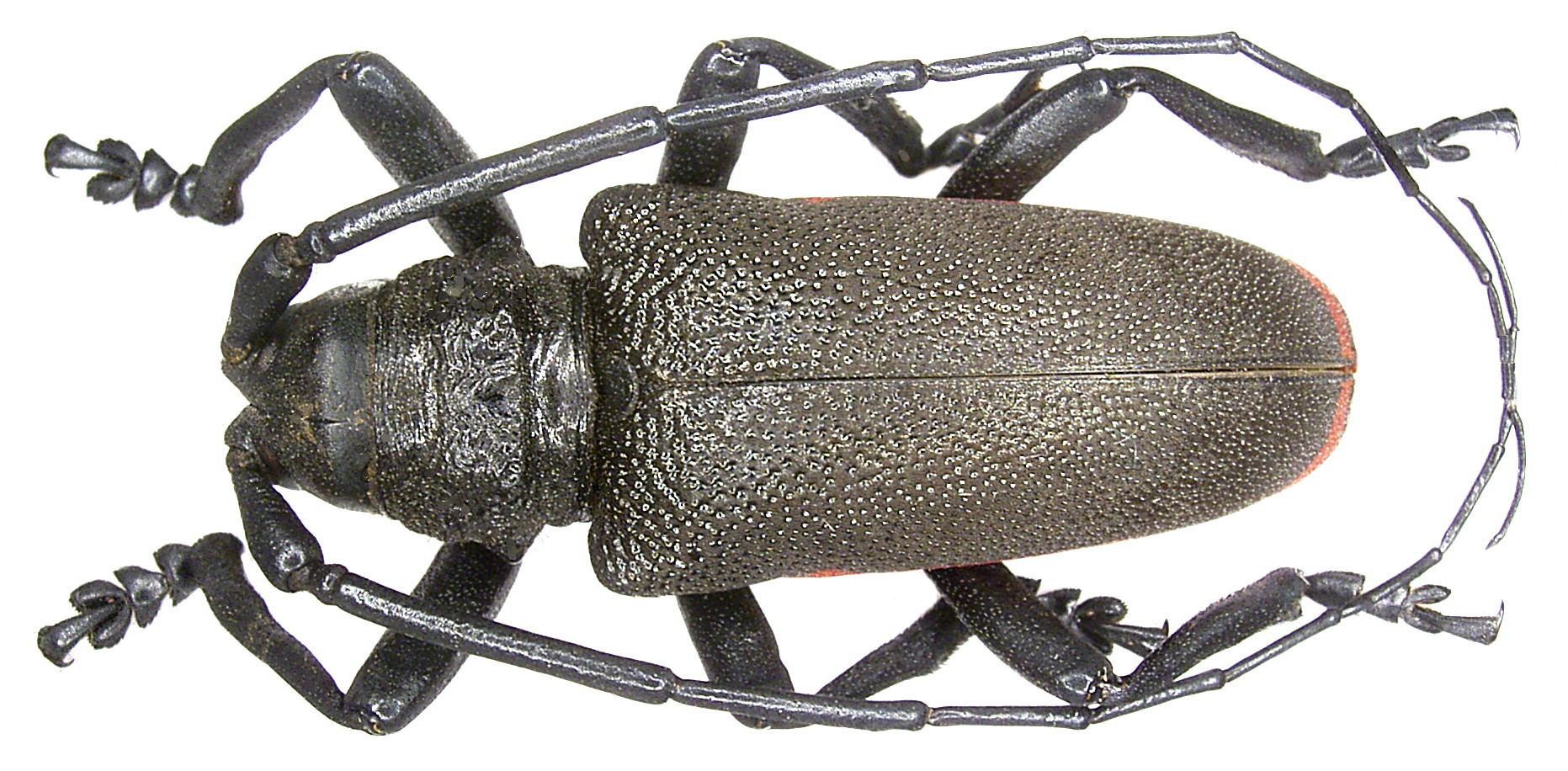
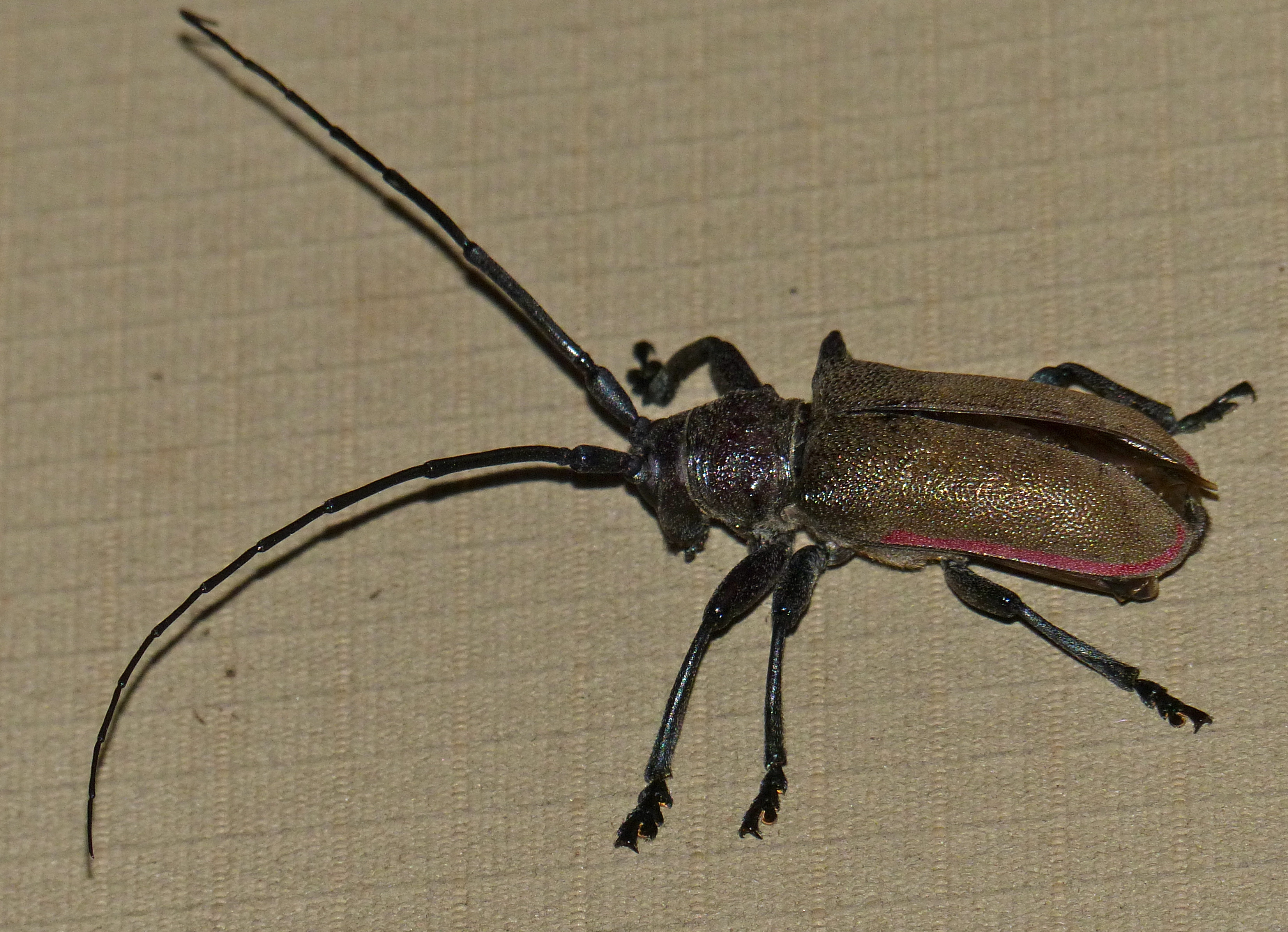
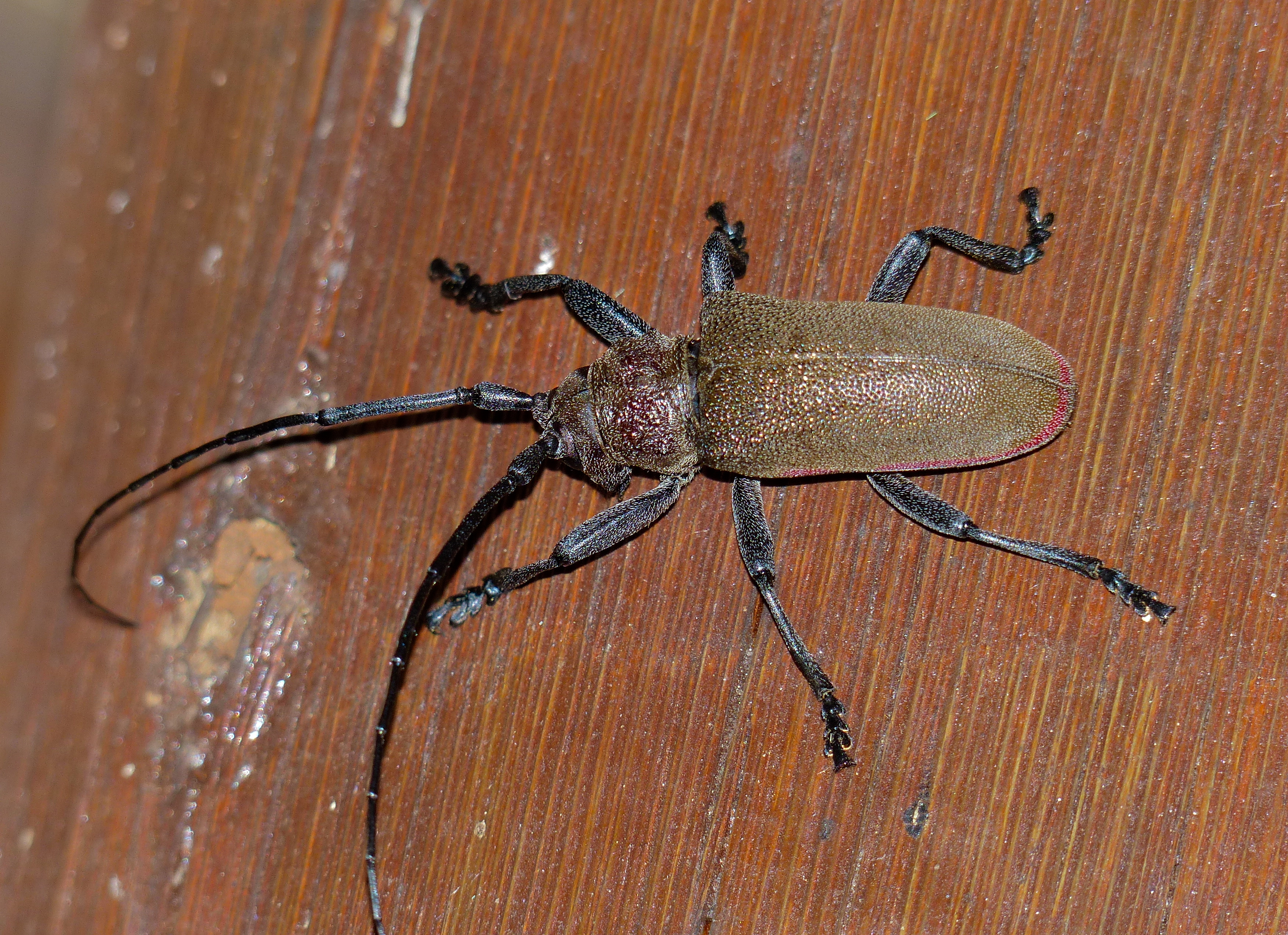